# ريكي روميرو (مصارع محترف)
ريكي روميرو (بالإنجليزية: Ricky Romero)‏ هو مصارع محترف أمريكي، ولد في 24 مايو 1931 في سان بيرناردينو في الولايات المتحدة، وتوفي في 15 يناير 2006 في تكساس في الولايات المتحدة بسبب السكري.

## روابط خارجية
- ريكي روميرو على موقع CageMatch worker (الإنجليزية)
- ريكي روميرو على موقع قاعدة بيانات المصارعة على الإنترنت (الإنجليزية)